# Pseudostenophylax secretus
Pseudostenophylax secretus är en nattsländeart som beskrevs av Martynov 1928. Pseudostenophylax secretus ingår i släktet Pseudostenophylax och familjen husmasknattsländor. Inga underarter finns listade i Catalogue of Life.